# Iro Bonci
Vladimiro Bonci, detto Iro, (Cesena, 17 luglio 1923 – Cesena, 25 giugno 1977) è stato un calciatore italiano, di ruolo centrocampista.
Noto anche come Bonci II, faceva parte di una famiglia di calciatori: anche il fratello maggiore Adler e quelli minori Emilio e Remo furono giocatori professionisti. Pure suo figlio Fabio militò in Serie A.

## Carriera
Nell'immediato secondo dopoguerra giocò in Serie A con le maglie di Modena – con cui colse, nel campionato del 1946-1947, uno storico terzo posto per la "provinciale" gialloblù – e Fiorentina. Spese invece la maggior parte della carriera nel club della sua città, il Cesena.

## Palmarès

### Club

#### Competizioni regionali
- Prima Divisione: 2

Cesena: 1940-1941
Riccione: 1952-1953